# Vilancico barroco
O vilancico barroco ou cantata-vilancico foi uma das principais formas poético-musicais da música sacra barroca na Península Ibérica e respetivas colónias. Surgiu da evolução dos vilancicos (também chamados vilancetes) do Renascimento. A sua popularidade era tal que enchia as igrejas de fiéis durante as festividades, tendo praticamente todos os grandes compositores ibéricos do século XVII escrito vilancicos.

## Em Portugal e no Brasil

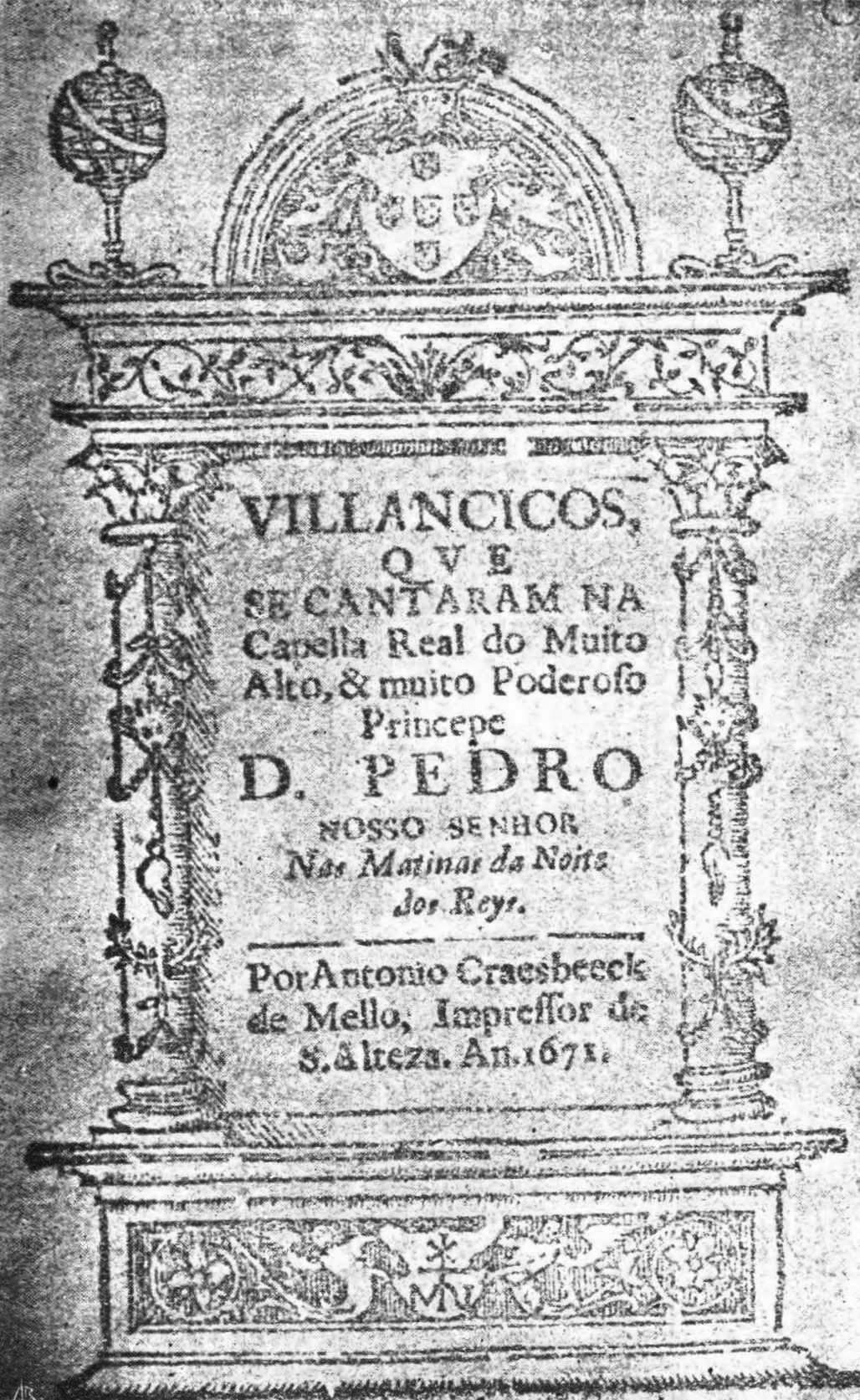
Folhetim dos Vilancicos das Matinas da Noite dos Reis de 1671

Em Portugal o vilancico teve o seu auge entre o primeiro quartel do século XVII até à sua proibição em 1723 por D. João V. Eram cantados em diversas solenidades religiosas, principalmente nas matinas do Natal e dos Reis e ainda na Imaculada Conceição e festas de santos vários, como São Vicente, Santa Cecília ou Santo António, em catedrais, mosteiros, conventos e igrejas por todo o país.
Os vilancicos eram também presença central na Capela Real portuguesa. Vários foram os compositores que escreveram obras do género para serem cantados nas festividades do Natal, Reis e Imaculada Conceição, quase todas perdidas pelo terramoto de 1755 que destruiu a Biblioteca Real de Música. Felizmente, em pequenos folhetins espalhados por bibliotecas luso-brasileiras, são preservadas as partes poéticas que nos permitem ter uma ideia geral da sua estrutura.
Eram escritos maioritariamente em castelhano, poucos em português e tinham um caráter propositadamente popular e profano, o que contribuiu para a sua extinção.
No Brasil colonial o único vilancico de que se tem registo é o Matais de Incêndios, presente no Grupo de Mogi das Cruzes, atribuído ao compositor português Marques Lésbio.

## Em Espanha e Nova Espanha
Em Espanha a paixão pelo vilancico foi muito semelhante. Contudo, ao contrário do que ocorreu em Portugal, estes foram desaparecendo gradualmente, pelo que o termo "villancico" hoje significa apenas cantiga de Natal.
Em Nova Espanha o vilancico teve grande desenvolvimento, destacando-se as obras do compositor Gaspar Fernandes.

## Vilancicos "étnicos"

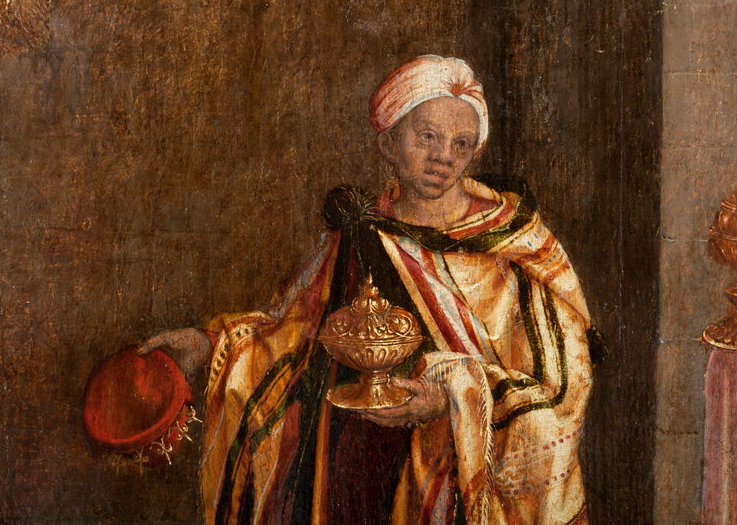
Rei Mago negro (detalhe), discípulo de Grão Vasco, séc. XVI.

Os vilancico "étnicos" são vilancicos que pretendem imitar, muitas vezes para efeito cómico, a língua e personalidade de uma etnia, criando personagens estereotipadas. Estavam associados às celebrações do Natal e Epifania. Ao mesmo tempo respondiam ao gosto pelo exótico e simbolizavam a adoração do Menino Jesus por todos os membros da sociedade (castelhanos, portugueses, galegos, negros, etc.).

### Vilancicos negros
Foram um dos principais géneros de vilancicos "étnicos". Procuravam imitar a língua portuguesa ou a língua castelhana, tal como eram faladas pelos escravos africanos. A música era também adaptada aos instrumentos e às melodias tradicionais de África.
Sobreviveram muitos vilancicos negros em arquivos ibero-americanos. Alguns deles como "Sã qui turo zente pleta" e "Antonya Flaciquia Gasipà", gozam atualmente de grande popularidade.